# Потрошитель из Атланты
Потрошитель из Атланты (англ. Atlanta Ripper) — прозвище непойманного серийного убийцы, ответственного за убийство пятнадцати женщин в Атланте в 1911 году.
28 мая 1911 года в нескольких метрах от собственного дома на улице Гарибальди в Атланте было найдено тело афроамериканки Беллы Уокер (англ. Belle Walker), работавшей поваром. Её горло было перерезано неизвестным убийцей, позднее в «Atlanta Constitution» выйдет статья под заголовком «Убита негритянка; следов убийцы не обнаружено». 
15 июня 1911 года была убита ещё одна чернокожая женщина, ею стала Адди Уоттс (англ. Addie Watts), а 27 июня мёртвой была найдена Лиззи Уоткинс (англ. Lizzie Watkins), горло у обеих жертв было тоже перерезано. Начались поиски этого серийного убийцы, которого пресса окрестила «потрошителем из Атланты»; было найдено сразу шесть различных подозреваемых, но вина хотя бы одного из них так и не была никогда доказана. 
К концу 1911 года жертв насчитывалось уже пятнадцать, все девушки были не старше 20 лет, чёрные или темнокожие, у всех было однотипно перерезано горло. 
Позднее «потрошителю из Атланты» приписывался список из 21 жертвы, но причастность одного и того же человека ко всем убийствах также не была доказана.